# Eulophia ensata
Eulophia ensata är en orkidéart som beskrevs av John Lindley. Eulophia ensata ingår i släktet Eulophia och familjen orkidéer. Inga underarter finns listade i Catalogue of Life.